# SPECIAL EVENT '93 GUYS〜夢の番人〜
『SPECIAL EVENT '93 GUYS〜夢の番人〜』（スペシャル イベント 93 ガイズ〜ゆめのばんにん〜）は、CHAGE&ASKA（現：CHAGE and ASKA）のライブ・ビデオ。1999年12月20日にVHS（ファンクラブ限定）で、2012年4月25日にBlu-rayで発売された。

## 概要
本作には、1993年3月30日から5月5日にかけて行われたコンサートツアー「LIVE UFO '93 CHAGE&ASKA SPECIAL EVENT GUYS 〜夢の番人〜」の模様を収録した映像作品。
『史上最大の作戦 THE LONGEST TOUR 1993-1994』と同時発売。

## リリース
元はファンクラブ限定のVHSだったが、「CHAGE and ASKA LIVE DVD BOX 2」にも収録され、2012年にBlu-rayで、全曲収録され発売された。

## 収録曲
☆はBlu-ray版のみ収録。
1. 〜Opening Movie〜
2. GUYS
作詞・作曲：飛鳥涼
3. 夢の番人
作詞・作曲：飛鳥涼
4. CRIMSON
作詞・作曲：CHAGE
5. 恋人はワイン色☆
作詞・作曲：飛鳥涼
6. ゼロの向こうのGOOD LUCK☆
作詞・作曲：飛鳥涼
7. 夢
作詞・作曲：CHAGE
8. LOVE SONG☆
作詞・作曲：飛鳥涼
9. SAY YES
作詞・作曲：飛鳥涼
10. WALK☆
作詞・作曲：飛鳥涼
11. 野いちごがゆれるように
作詞・作曲：飛鳥涼
12. 光と影
作詞・作曲：CHAGE
13. MOON LIGHT BLUES
作詞・作曲：飛鳥涼
14. HANG UP THE PHONE
作詞・作曲：飛鳥涼
15. 嘘
作詞：松井五郎　作曲：CHAGE
16. 太陽と埃の中で
作詞・作曲：飛鳥涼
17. LONDON POWER TOWN
作詞・作曲：飛鳥涼
18. モナリザの背中よりも☆
作詞・作曲：飛鳥涼
19. 僕はこの瞳で嘘をつく☆
作詞・作曲：飛鳥涼
20. PRIDE☆
作詞・作曲：飛鳥涼
21. YAH YAH YAH
作詞・作曲：飛鳥涼
22. ロマンシング　ヤード
作詞：秋谷銀四郎　作曲：CHAGE
23. no no darlin'
作詞・作曲：飛鳥涼
24. 〜Ending Movie〜

## ツアー
1993年3月30日から5月5日にかけてLIVE UFOの一環としてスペシャルイベント「LIVE UFO '93 CHAGE&ASKA SPECIAL EVENT GUYS〜夢の番人〜（CONCERT TOUR 1993 "GUYS"）」が開催された。

### セットリスト
1. 〜Opening Movie〜
2. GUYS
3. 夢の番人
4. CRIMSON
5. 恋人はワイン色
6. ゼロの向こうのGOOD LUCK
7. 夢
8. LOVE SONG
9. SAY YES
10. WALK
11. 野いちごがゆれるように
12. 光と影
13. MOON LIGHT BLUES
14. HANG UP THE PHONE
15. 嘘
16. 太陽と埃の中で
17. LONDON POWER TOWN
18. モナリザの背中よりも
19. 僕はこの瞳で嘘をつく
20. PRIDE
21. YAH YAH YAH
22. ロマンシング ヤード
23. no no darlin'
24. 〜Ending Movie〜